# 2000 KP65
2000 KP65, também escrito como 2000 KP65, é um corpo celeste que é classificado como um damocloide (um objeto com órbita altamente inclinada e bastante excêntrica é provável que seja um cometa extinto). O mesmo possui uma magnitude absoluta (H) de 10,5 e, tem um diâmetro estimado com cerca de 35 km.

## Órbita
A órbita de 2000 KP65 tem uma excentricidade de 0,963 e possui um semieixo maior de 87,844 UA. O seu periélio leva o mesmo a uma distância de 3,268 UA em relação ao Sol e seu afélio a 172,421 UA.